# Langues khmuiques
Les langues khmuiques ou khamouiques sont un groupe au sein du rameau des langues môn-khmer du Nord.

## Description
Les personnes parlant les langues khmuiques font référence à un ensemble de groupes ethniques qui parlent une langue appartenant à la branche khmuique de la famille linguistique austroasiatique. Ils sont dispersés au Laos, au Vietnam, en Chine et en Thaïlande.

## Classification
Au nombre de 13, elles sont réparties de la façon suivante:
- Langues khao (2 langues) : 
  - Bit (parlé au Laos);
  - Khao (Vietnam),
- Langues mal-khmu’ (7) : 
  - Langues khmu’ (3 langues) : 
    - Khmu (parlé au Laos);
    - Khuen (Laos);
    - O'du (Vietnam),

  - Langues mal-phrai (3) : 
    - Lua’ (en) (parlé en Thaïlande);
    - Mal (Laos);
    - Pray (Thaïlande),

  - Prai (en) (Thaïlande),
  - Mlabri (Laos, Thaïlande)
  - Langues xinh mul (3 langues) : 
    - Kháng (en) (parlé au Vietnam);
    - Phong-kniang (en) (Laos)
    - Puoc (en) (Vietnam).